# Wspólnota administracyjna Illerwinkel
Wspólnota administracyjna Illerwinkel – wspólnota administracyjna (niem. Verwaltungsgemeinschaft) w Niemczech, w kraju związkowym Bawaria, w rejencji Szwabia, w regionie Donau-Iller, w powiecie Unterallgäu. Siedziba wspólnoty znajduje się w miejscowości Legau. Powstała 1 maja 1978.
Wspólnota administracyjna zrzesza jedną gminę targową (Markt) oraz dwie gminy wiejskie (Gemeinde): 
- Kronburg, 1 756 mieszkańców, 20,19 km²
- Lautrach, 1 182 mieszkańców, 8,07 km²
- Legau, gmina targowa, 3 170 mieszkańców, 36,35 km²